# Улісес Сегура
Улісес Сегура (ісп. Ulises Segura, нар. 23 червня 1993, Гойкоечеа) — костариканський футболіст, півзахисник клубу МЛС «Остін» та національної збірної Коста-Рики.

## Клубна кар'єра
Вихованець  «Сапрісси». 2012 року почав виступати за фарм-клуб рідної команди «Сапрісса Корасон», в якій провів один сезон.
2013 року був переведений до першої команди «Сапрісси», але в чемпіонському сезоні 2013/14 зіграв лише два матчі. Через це 2014 року на правах оренди перейшов у «Уругвай де Коронадо», у складі якого провів наступний рік своєї кар'єри гравця. Більшість часу, проведеного у складі «Уругвай де Коронадо», був основним гравцем команди.
Влітку 2015 року повернувся до «Сапрісси», де поступово став основним гравцем і виграв з командою ще кілька чемпіонаст. Наразі встиг відіграти за команду з костариканської столиці 80 матчів в національному чемпіонаті.

## Виступи за збірну
2017 року дебютував в офіційних матчах у складі національної збірної Коста-Рики в зустрічі проти збірної Белізу в рамках Центральноамериканського кубка у Панамі. В цьому ж році потрапив у заявку збірної на Золотий кубок КОНКАКАФ у США. 
Наразі провів у формі головної команди країни 4 матчі.

## Досягнення
Сапрісса
- Чемпіон Коста-Рики (3): 2014 (Інверно), 2016 (Інверно), 2017 (Інверно).